# Sylvia Eder
Sylvia Eder, född 24 augusti 1965 i Leogang, är en österrikisk tidigare alpin skidåkerska.
Som 17 år gammal flicka, 1982, vann hon sitt första störtlopp, vilket skedde i Bad Gastein, Österrike. Störtlopp blev hennes specialgren under de tidiga åren. Hon kom senare att satsa på slalom, och blev världsmästarinna 1985 i Bormio och tog silver, efter Schweiz Erika Hess, i världscupen 1987.
Senare kom hon att satsa på storslalom och super-G, och super-G blev sedan hennes huvuddisciplin. 1993 tog hon silver på världsmästerskapen i Morioka.
Nästan 13 år efter sin första seger i en världscupdeltävling, i december 1994, hade hon återigen framgångar då hon vann super-G i Vail, Colorado före Veronika Wallinger.
Alpina skidåkerskan Elfi Eder är hennes lillasyster.

## Världscupdeltävlingsvinster
| Datum           | Plats       | Disciplin  |
| --------------- | ----------- | ---------- |
| 18 januari 1982 | Bad Gastein | Störtlopp  |
| 4 december 1994 | Vail        | Storslalom |

### Fotnoter
1. ↑  ”Olympics”. sports-reference. Arkiverad från originalet den 28 januari 2010. https://web.archive.org/web/20100128224756/http://www.sports-reference.com/olympics/athletes/ed/sylvia-eder-1.html. Läst 21 december 2012.
2. 1 2 3 4  Sylvia Eder på Internationella Skidförbundets webbplats
3. ↑  Scott, Bill (15 februari 1993). ”Skiing:Family affair for the Eders”. The Independent. http://www.independent.co.uk/sport/skiing-family-affair-for-the-eders-1473184.html.